# إفراين إسكيفياس جونيور
إفراين إسكيفياس جونيور (بالإنجليزية: Efrain Esquivias, Jr.)‏ مواليد 29 فبراير 1988 في كارسون، هو ملاكم محترف أمريكي يصنف ضمن فئة وزن الديك.

## إحصائيات
خاض خلال مسيرته 16 نزالا، فاز في 16 ولم يتعادل وخسر في 2. فاز بالضربة القاضية في 9 نزالات.

## روابط خارجية
- إفراين إسكيفياس جونيور على موقع بوكس ريك (الإنجليزية) (registration required)